# Мутуссами, Леа-Мелисса
Леа-Мелисса Мутуссами (араб. ليا ميليسا موتوسامي‎; род. 18 октября 1997 в Париже) — алжирская саблистка.

## Биография
Она фехтует с семи лет.
Её дедушка и мать происходят из Алжира, а отец — из Франции. В сентябре 2011 года решила представлять Алжир.
Леа-Мелисса выступала на Олимпийских играх 2012 года, где заняла последнее, 32-е место в индивидуальной сабле. В первом раунде она уступила россиянке Софье Великой 6:15. Она стала самым молодым фехтовальщиком и самым молодым представителем Алжира в истории Олимпийских игр.
На Игры она квалифицировалась в апреле 2012 года, победив Плул Адел из ЮАР на африканском квалификационном турнире. Её тренером является Херве Бидад.
В мае 2013 года Леа-Мелисса заявила, что хочет выступать за Францию, потому что она не может развиваться в Алжире.
Она планирует изучать медицину.